# (8127) Beuf
Pour les articles homonymes, voir Beuf.
(8127) Beuf est un astéroïde de la ceinture principale.

## Description
(8127) Beuf est un astéroïde de la ceinture principale. Il fut découvert le 27 avril 1967 à El Leoncito par Carlos Ulrrico Cesco. Il présente une orbite caractérisée par un demi-grand axe de 2,55 UA, une excentricité de 0,05 et une inclinaison de 14,1° par rapport à l'écliptique.
Cet astéroïde est nommé d'après l'astronome français Francisco Beuf (1834-1889), né à Draguignan.

## Compléments